# David Adamski

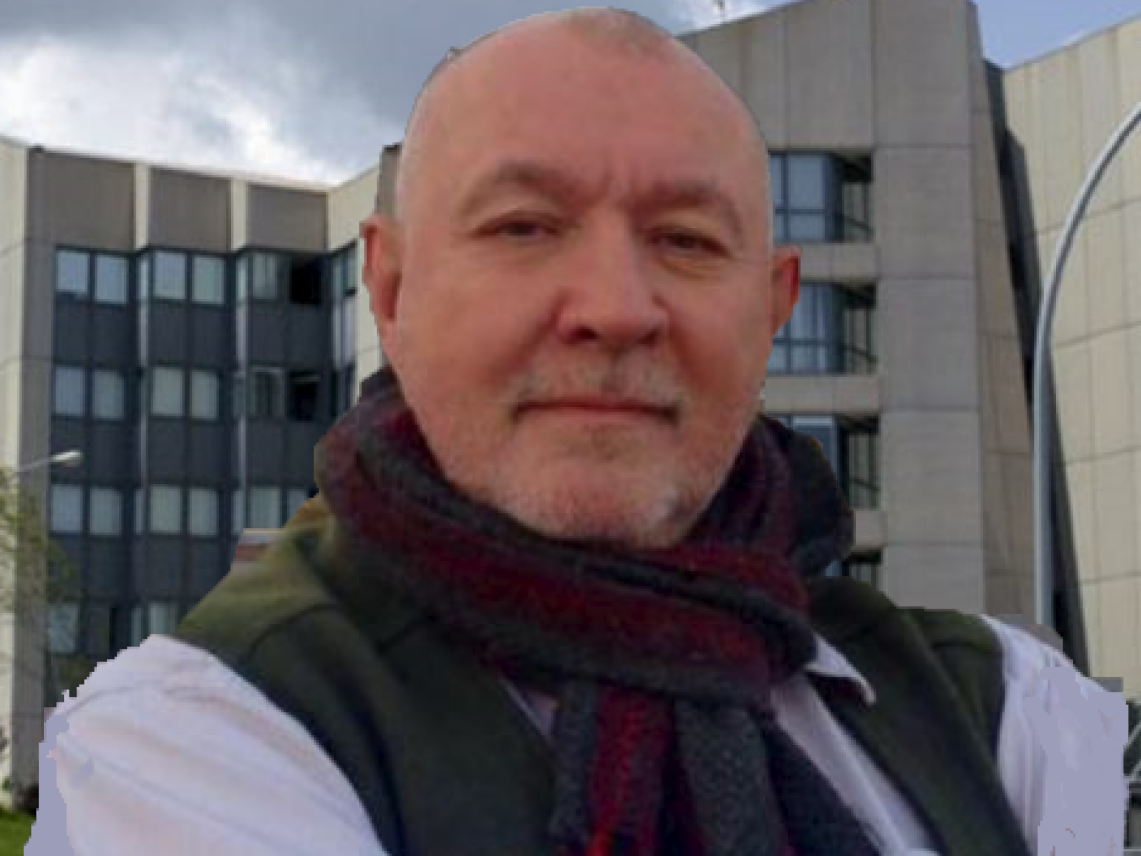
David Adamski all'Unimol

David Adamski (Washington, 2 marzo 1950) è un entomologo statunitense, che lavora come ricercatore associato presso il Museo Nazionale di Storia Naturale dello Smithsonian Institute di Washington.

## Biografia
È nato a Washington il 2 marzo 1950. Nel 1987 ha conseguito un dottorato di ricerca presso l'Università  del Mississippi, nel dipartimento di Entomologia, dopo aver discusso una tesi intitolata "L'evoluzione e la morfologia dei Blastobasidae Nordamericani."
Ad oggi ha pubblicato più di 80 pubblicazioni accademiche, tutte riguardanti i Lepidotteri. 
È membro della Entomological Society of Washington.

## Alcune opere
- Adamski, D. & R.W. Hodges, 1996: An annotated list of North American Blastobasinae (Lepidoptera: Gelechioidea: Coleophoridae). Proceedings of the Entomological Society of Washington 98 (4): 708–740.
- Adamski, D., 2002: A synopsis of described Neotropical Blastobasinae (Lepidoptera--Gelechioidea--Coleophoridae). Thomas Say Monographs.
- Adamski, D. & H.H. Li, 2010: Three new species of Blastobasinae moths from Beijing, China (Lepidoptera: Gelechioidea: Coleophoridae). Shilap Revista de Lepidopterologica 38 (151): 341–351.
- Adamski, D. ; R.S. Copeland ; S.E. Miller ; P.D.N. Hebert ; K. Darrow & Q. Luke, 2010: A review of African Blastobasinae (Lepidoptera: Gelechioidea: Coleophoridae), with new taxa reared from native fruits in Kenya. Smithsonian contributions to Zoology 630: 1–68. Full article: [1].
- Adamski, D., 2013: Review of the Blastobasinae of Costa Rica (Lepidoptera: Gelechioidea: Blastobasidae). Zootaxa 3618 (1): 1–223. Review and full article: doi: 10.11646/zootaxa.3618.1.1